# Burg Bodenstein
Die Burg Bodenstein ist eine mittelalterliche Burg oberhalb des Dorfes Wintzingerode, heute Ortsteil von Leinefelde-Worbis im Landkreis Eichsfeld in Thüringen, nach dem sich die Familie der späteren Burgherren benannte. Sie ist die am besten erhaltene Burg im Eichsfeld. Die Höhenburg liegt im Ohmgebirge im nördlichen Eichsfeld. Im Tal vor der Burg liegt das Dorf Wintzingerode und der Unstrut-Hahle-Radweg. Die nächstgelegene Stadt ist Leinefelde-Worbis.
Heute befindet sich in der Burg eine Familienerholungs- und Begegnungsstätte der Evangelischen Kirche in Mitteldeutschland. So werden im Besonderen zu Ferien- und Festzeiten thematische Freizeiten angeboten. Daneben bietet die Burg Raum für kulturelle Angebote der Region Eichsfeld, wie Schlosskonzerte, Kabarettabende und politische Gesprächsabende sowie Übernachtungsangebote.

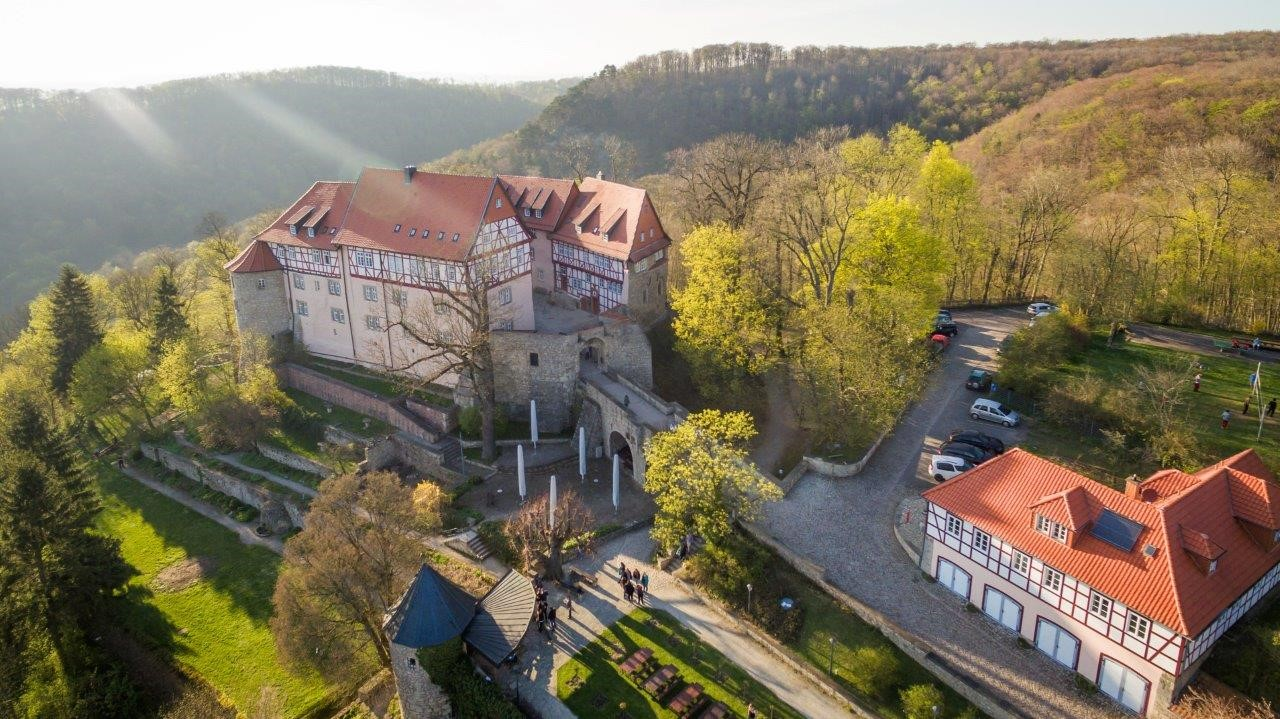
Bodenstein Luftbild von Südost

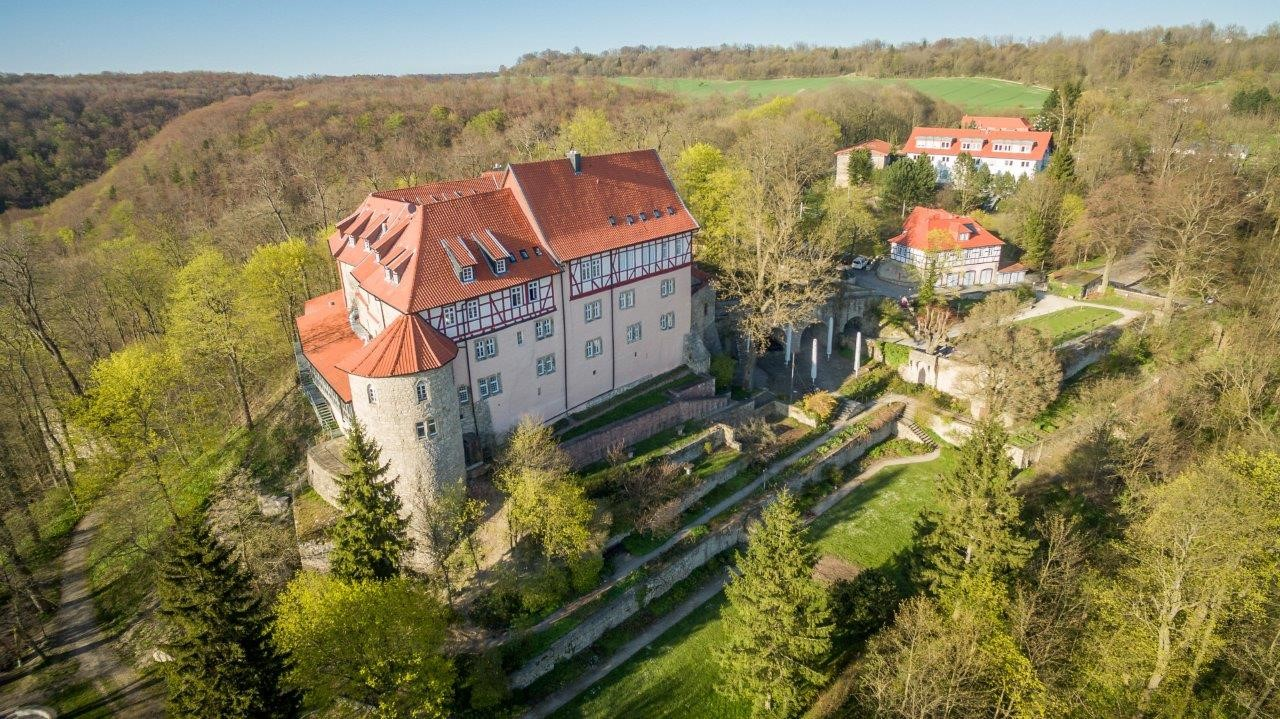
Bodenstein Luftbild Südwest

## Geschichte
Ursprünglich wohl ein Grenzposten zwischen den Stämmen der Sachsen und der Franken, war die Burg vermutlich unter den frühen Sachsenkaisern liudolfingisches Hausgut, nachdem sie von Heinrich I. als Befestigung gegen die Ungarneinfälle ausgebaut worden war. In der Zeit des salischen Kaisers Heinrich IV. gehörte Bodenstein zum Besitz des Grafen Otto von Northeim, eines Verwandten der Liudolfinger und Führers der sächsischen Adelsopposition.
Im Folgenden taucht eine dynastische Familie von Bodenstein auf, die vermutlich eine Seitenlinie der Northeimer war, die sich nach ihrem neuen Stammsitz benannte. Eine Zeit lang spielte dieses Geschlecht eine führende Rolle in der Region, was sie vor allem durch die Stiftung des Klosters Beuren im Leinetal dokumentierte. Im Verlauf des 13. Jahrhunderts verlor sie jedoch an Einfluss, und die Herrschaft Bodenstein fiel 1275 an die Welfen. Im Jahre 1293 wurde die Burg von Herzog Heinrich I. an die Grafen von Honstein verkauft, von denen sie 1322 vereinbarungsgemäß wieder eingelöst wurde. 1327 traten die Welfen sie erneut an die Honsteiner ab, welche sie 1337 an Hans von Wintzingerode, Otto von Rusteberg, Berthold von Worbis und Heinrich Wolf mit allen Rechten und Einkünften (u. a. Hohe und Niedere Gerichtsbarkeit, Hohe und Niedere Jagd, Bergregal) verkauften, aber deren Lehnsherren bis zum Aussterben 1593 blieben. Die enge Verbindung zwischen den Grafen von Honstein und den Herren von Wintzingerode wurde im 14. Jahrhundert durch die Ehe von Dietrich von Wintzingerode mit Bertrade Gräfin von Honstein befestigt. Bis 1448 lösten die Herren von Wintzingerode ihre Mitbesitzer auf dem Bodenstein aus und blieben von da an bis 1945 Alleinbesitzer der Burg. Am 9. Juni 1448 wurden sie vom Grafen Heinrich von Hohnstein mit dem Schloss Bodenstein und allen Rechten, Diensten, Gerichtsbarkeit und Patronat belehnt, darunter den Bodenwald und die Dörfer und Höfe Wintzingerode, Wintzingen, Rappolderode, Tastungen, Wehnde Kampe, Wildungen, Segel, Huchelheim, Kaltohmfeld, Warmohmfeld und Ritterbach.
1209 mit Bertholdus de Wincigeroth erstmals erwähnt, waren sie eventuell ihrerseits eine Seitenlinie der Herren von Bodenstein. 1525 wurden große Teile der Burg durch den Zug des Bauernführers Thomas Müntzer zerstört und anschließend in zeitgemäßer Form wieder aufgebaut. Ab 1530 führten die Herren von Wintzingerode offiziell die Reformation in ihren Herrschaftsgebieten ein, worüber sie in Konflikt mit den Honsteinern und Kurmainz gerieten.
1573 trat Graf Volkmar Wolf von Honstein im Bleicheröder Vertrag die Oberlehnsherrschaft über Bodenstein an Mainz ab. Berthold XI. von Wintzingerode sah das als Bruch der Lehnstreue an und erklärte Burg und Herrschaft zu seinem freien Eigentum. 1574 eroberten 2000 Mann die Burg und setzten den Burgherrn gefangen. Im Konflikt mit seinen Scharfensteiner Vettern hatte Berthold im Jahr zuvor deren Parteigänger und Handlanger Arnold Geilhaus erschossen. Dieser Vorfall wurde ihm jetzt vorgeworfen. Trotz umfangreicher Verteidigung und ohne Eintritt in die Beweisaufnahme wurde Berthold dafür 1575 zum Tode verurteilt und am 19. September enthauptet. Burg und Herrschaft Bodenstein fielen danach an Hans und Bertram von Wintzingerode, seine mit Berthold verfeindeten Vettern, deren Erben ihrerseits 1582 die Pfandherrschaft Scharfenstein verloren.
Nach dem Aussterben der Grafen von Honstein 1593 bewahrte der Anspruch der Welfen auf die Oberlehns- und Landesherrschaft und ihre Protektion die Herrschaft Bodenstein vor einer erzwungenen Gegenreformation. Als Ergebnis des Dreißigjährigen Krieges wurde die evangelische Konfession und die Stellung der Herren von Wintzingerode in dem Herrschaftsgebiet weiter gestärkt. Bis 1803 verfügte sie dort als einzige nichtfürstliche Familie des Alten Reichs über sämtliche landesherrlichen Rechte, ohne ein Reichsstand zu sein. Besonders stach dabei die Ausübung des Episkopalrechts heraus, was die kleine Herrschaft zum kirchlichen Zentrum der Evangelischen des Untereichsfelds werden ließ. 1668 wurde die Burg um eine Kapelle erweitert.
Gegen Ende des 18. Jahrhunderts hielt sich die Landgräfinwitwe Philippine von Hessen-Kassel, eine Nichte Friedrichs des Großen, mehrfach über längere Zeit auf der Burg auf, deren Besitzer Georg Ernst Levin von Wintzingerode, ihren langjährigen Oberhofmeister, sie 1794 in morganatischer Ehe heiratete, nachdem sie für seine Erhebung zum Reichsgrafen gesorgt hatte. Bereits 1777, wenige Jahre nach ihrer vom preußischen König arrangierten Eheschließung mit dem hessischen Landgrafen, hatte sie heimlich einen Sohn von ihrem Hofmeister von Wintzingerode zur Welt gebracht, bei ihrer Schwester Friederike Sophie Dorothea von Württemberg in Mömpelgard, der den Namen Georg Philippson erhalten hatte. Als Philippine im Jahr 1800 starb, erbte ihr zweiter Mann Graf Wintzingerode ein Fünftel des Allodialbesitzes ihrer Familie, der inzwischen erloschenen Markgrafen von Brandenburg-Schwedt, sowie das Inventar aus ihrem Nachlass, darunter vieles aus dem Besitz des großen Königs und seiner Geschwister, zu denen ihre Mutter zählte. „Dieser Glückliche verbrannte, als der Erbfall eintrat, den alten Familienhausrat und füllte die enge Burg wie eine Schatzkammer mit diesen preziösen Kostbarkeiten. Alle guten Porträtisten sind vertreten, alle Porzellan- und Fayence-Manufakturen, alle berühmten Möbeltischler, Bronze- und Goldschmiede und Miniaturisten.“ (Udo von Alvensleben, 1938) Nach dem Tod der Landgräfin wurde Wintzingerode von ihrem Neffen Friedrich zum württembergischen Premierminister berufen und 1806 trat er in die Dienste von Napoleons Bruder Jérôme Bonaparte, der 1807 zum König von Westphalen aufstieg. Dieser entsandte ihn von 1807 bis 1814 als Botschafter nach Paris. Auf diese Weise füllte sich die Burg noch mit mancherlei Geschenken der Bonaparte, dazu noch mit allerhand Sammlungsstücken, die der Graf in Paris erwarb, auch einstigen Sachen der Königin Marie-Antoinette – „darunter tun sie es hier nicht“ (Alvensleben), „in jedem Schälchen liegen verstaubte Zettel, auf denen erprobte Kenner den ganzen Roman des betreffenden Stückes niedergeschrieben haben“. Die Glasmalereien auf der Herrenempore (Jagdzimmer) der Kapelle wurden um 1835 von dem Göttinger Glasmaler Heinrich Friedrich Wedemeyer geschaffen.

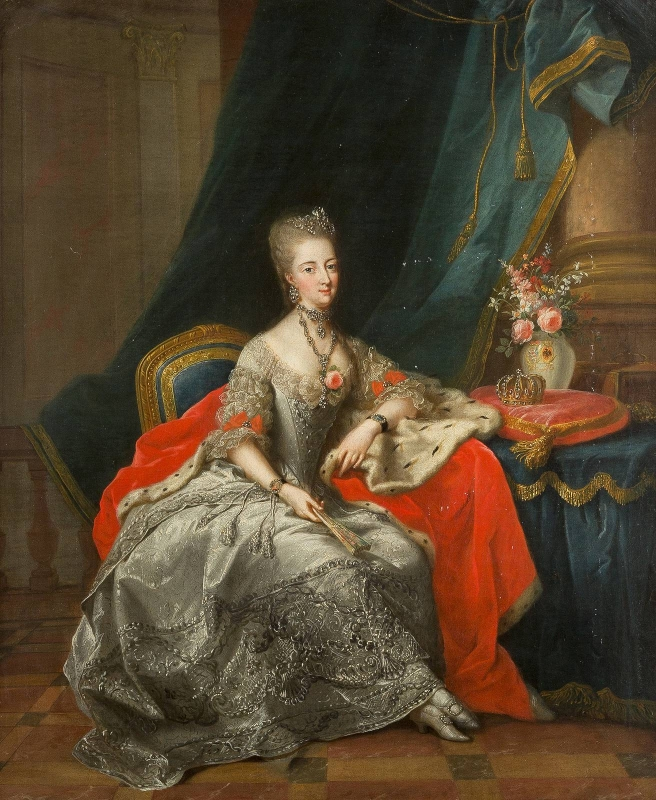
Philippine von Hessen-Kassel, Gemälde von Johann Heinrich Tischbein d.Ä, 1773
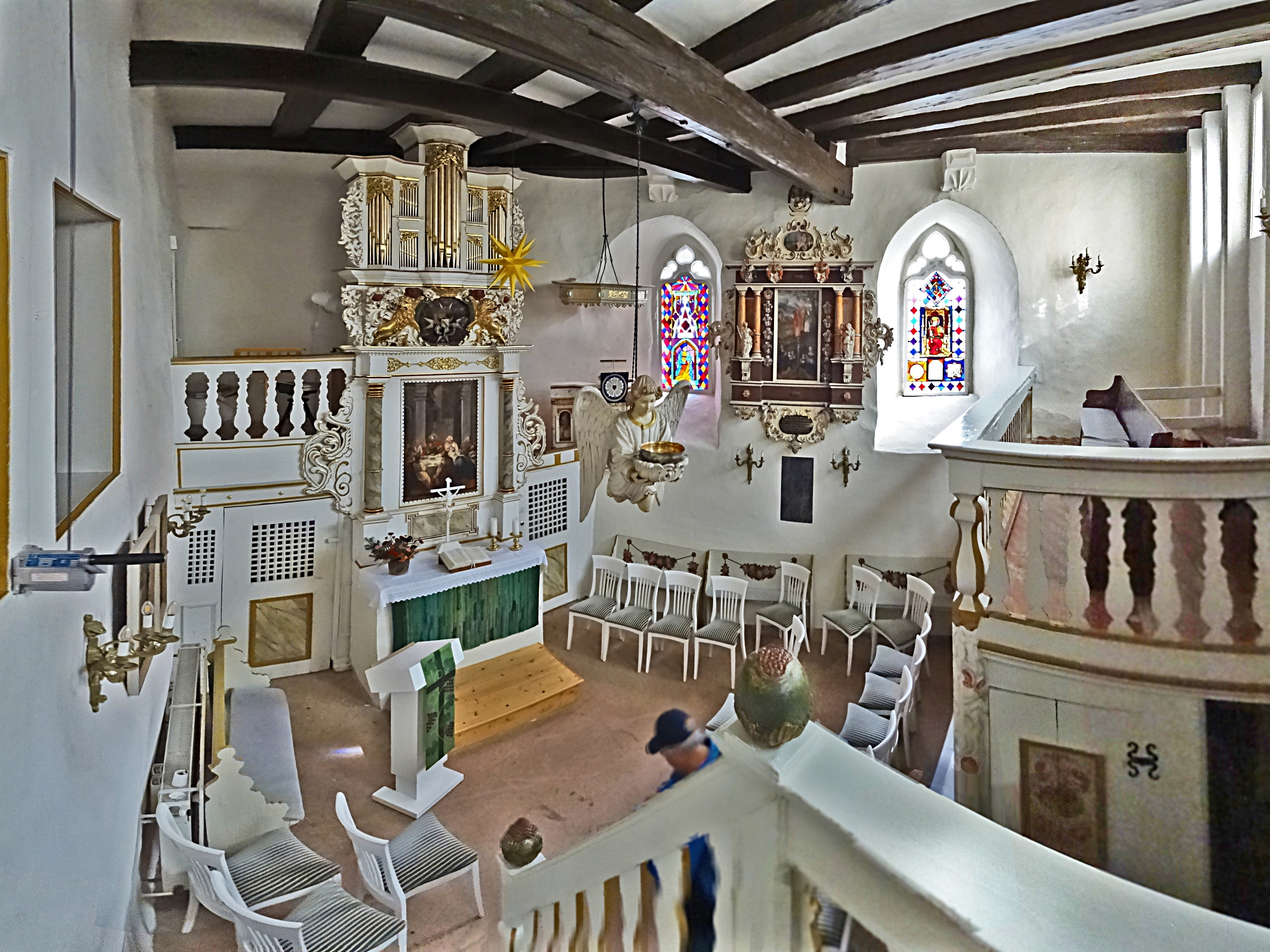
Panorama der Burgkapelle
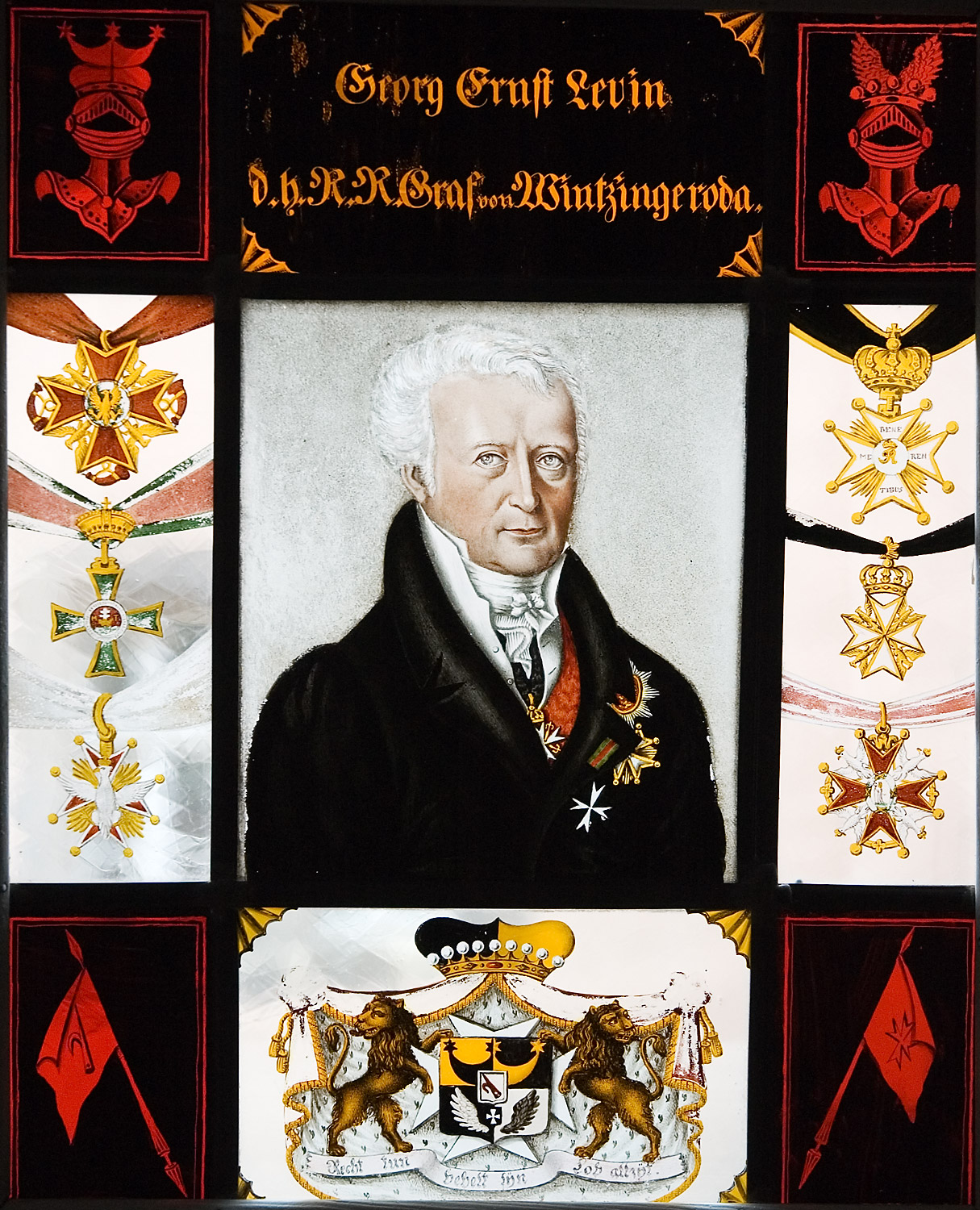
Graf Georg Ernst Levin von Wintzingerode (1752–1834), Glasfenster in der Burgkapelle
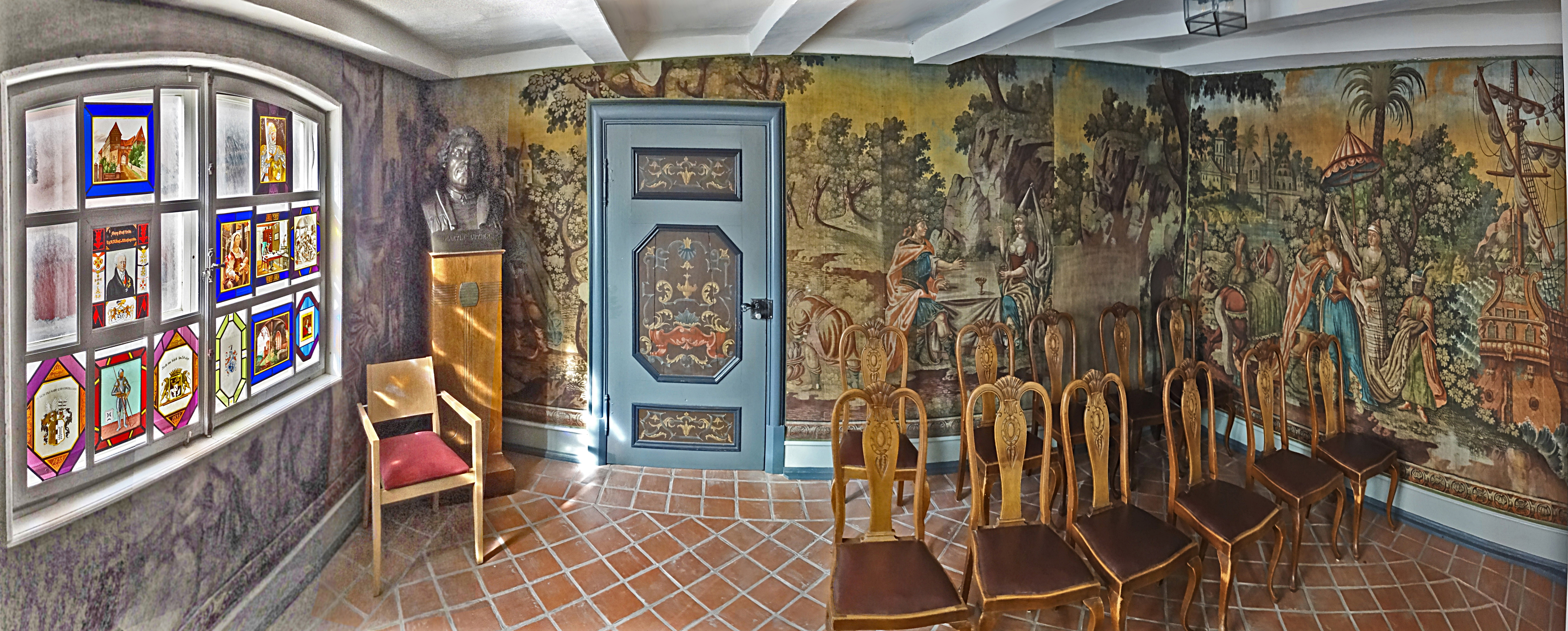
Herrenempore in der Burgkapelle

1803 erfolgte die Eingliederung der Herrschaft in das Königreich Preußen. Durch die Koalitionskriege Preußens gegen Napoleon I. und der Niederlage bei der Schlacht von Jena und Auerstedt gelangte das Eichsfeld und die Herrschaft Bodenstein von 1807 bis 1813 an das Königreich Westphalen. 1815 gelangte sie dann wieder zurück an Preußen. Während der Unruhen im Frühjahr 1848 musste der Burgherr Graf Heinrich Levin von Wintzingerode vor der Bedrohung durch Aufständische nach Göttingen fliehen.

## Gräfin Gisela von Wintzingerode
Seit 1914 verwaltete Gisela Gräfin von Wintzingerode (1886–1972), Tochter von Friedrich Graf von der Schulenburg-Angern, das 1876 gegründete Fideikommiss Bodenstein für ihren unmündigen Sohn, nachdem ihr Mann Hans Graf von Wintzingerode (1869–1914) zu Beginn des Ersten Weltkriegs gefallen war. Während des Dritten Reichs engagierte sie sich stark in der Bekennenden Kirche. Der Bodenstein war ein Zentrum der kirchlichen Resistenz gegen den nationalsozialistischen Kirchenkampf um die späteren Landesbischöfe Hanns Lilje, Hugo Hahn und Ludolf Hermann Müller.
1945 wurde die Familie Wintzingerode im Zuge der „Demokratischen Bodenreform“ entschädigungslos enteignet und vertrieben. Planungen der Thüringer Denkmalschutzbehörden zur Einrichtung eines Landesmuseums zerschlugen sich aufgrund zunehmender Inventarverluste. Daraufhin entschlossen sich die Behörden, das noch vorhandene, kulturhistorisch wertvolle Inventar zu bergen und in den Dichterzimmern des Weimarer Stadtschlosses einzulagern. Von dort verteilte man die Gegenstände an Museen, Bibliotheken und Archive. Vom Westen aus nutzte Gräfin Gisela ihre kirchlichen Kontakte und bat die Evangelische Landeskirche der Kirchenprovinz Sachsen, sich des Hauses anzunehmen, was nach erstem Zögern 1948 geschah.
Die Burg wird heute als Familienerholungs- und Begegnungsstätte der Evangelischen Kirche Mitteldeutschlands genutzt. Sie kann an Sonn- und Feiertagen im Rahmen von Führungen besichtigt werden und beherbergt auch ein kleines Café.

## Gericht Bodenstein
Die Burg Bodenstein war Sitz des gleichnamigen mittelalterlichen Gerichtsbezirkes. Zunächst gehörten zum Gerichtsbezirk die Orte auf dem Ohmgebirgsplateau, Kirchohmfeld und Kaltohmfeld, sowie die Wüstungen Seegelrode (mit Kloster) und Huchelheim, später kamen noch Wintzingerode, Wehnde und Tastungen sowie weitere, seit damals aufgegebene Orte (Wildungen, Rappolderode, Kamp, Ickendorf) hinzu. Ob sich der ursprüngliche Gerichtsort bei Kaltohmfeld oder auf der Burg befunden hat, ist nicht genau bekannt. Lediglich für das Jahr 1448 ist ein Gericht Kaltohmfeld bekannt und 1545 eine Verhandlung zu Kaltohmfeld unter der Linde. Ab dem 16. Jahrhundert waren für den jetzt Wintzingeroder Gericht genannten Gerichtsbezirk abwechselnd Bodenstein und Adelsborn nachgewiesen, ab Mitte des 18. Jahrhunderts war der Gerichtsort in Wintzingerode. Wo sich die Richtstätte oder der Galgen befunden hat, ist nicht bekannt.

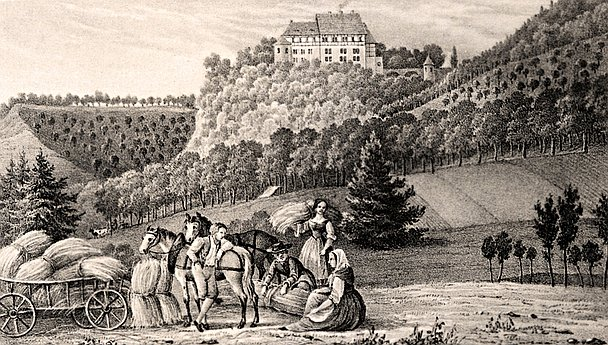
Schloss Bodenstein (Lithographie, Carl Duval, 19. Jahrhundert)
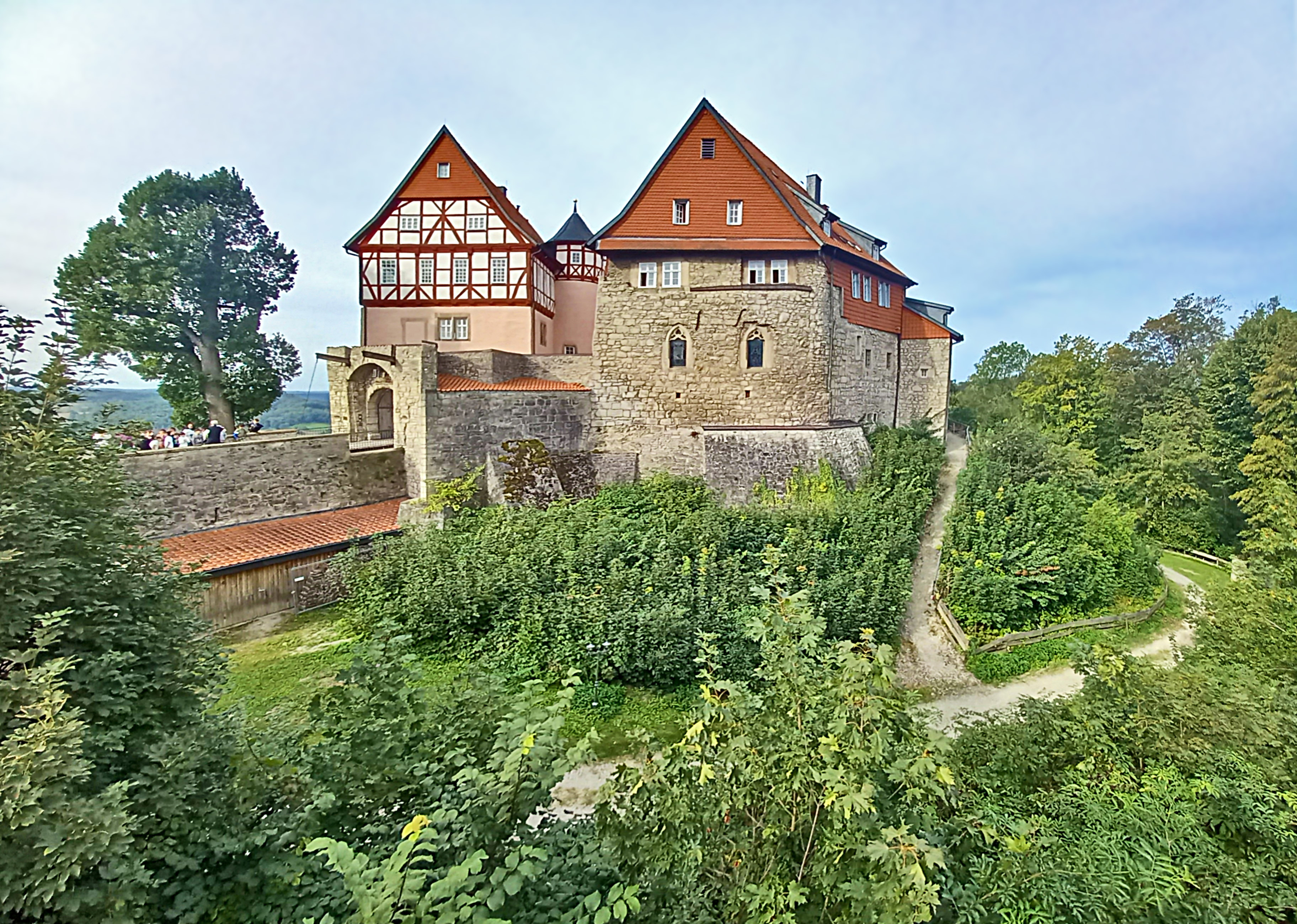
Gesamtansicht
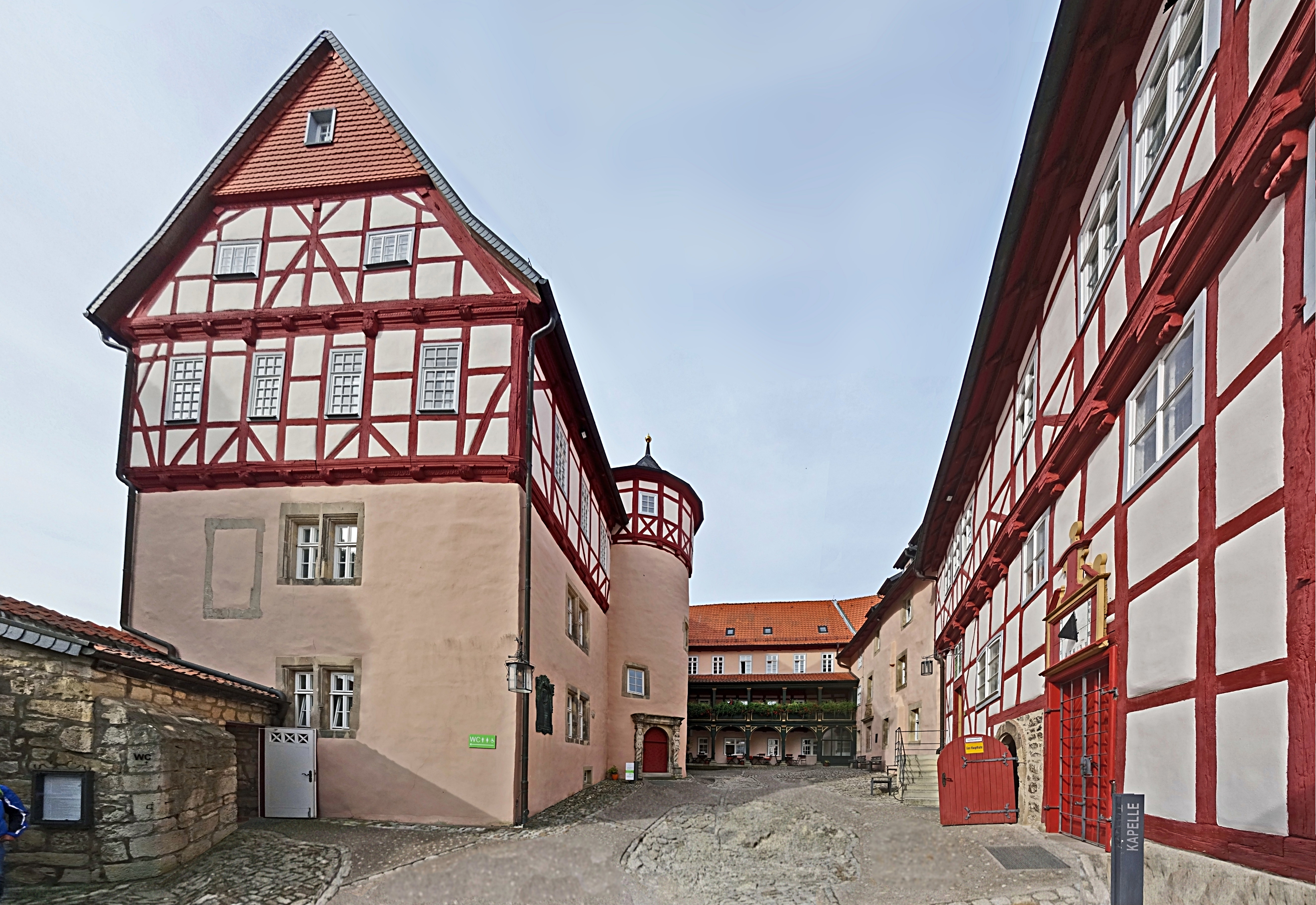
Burghof
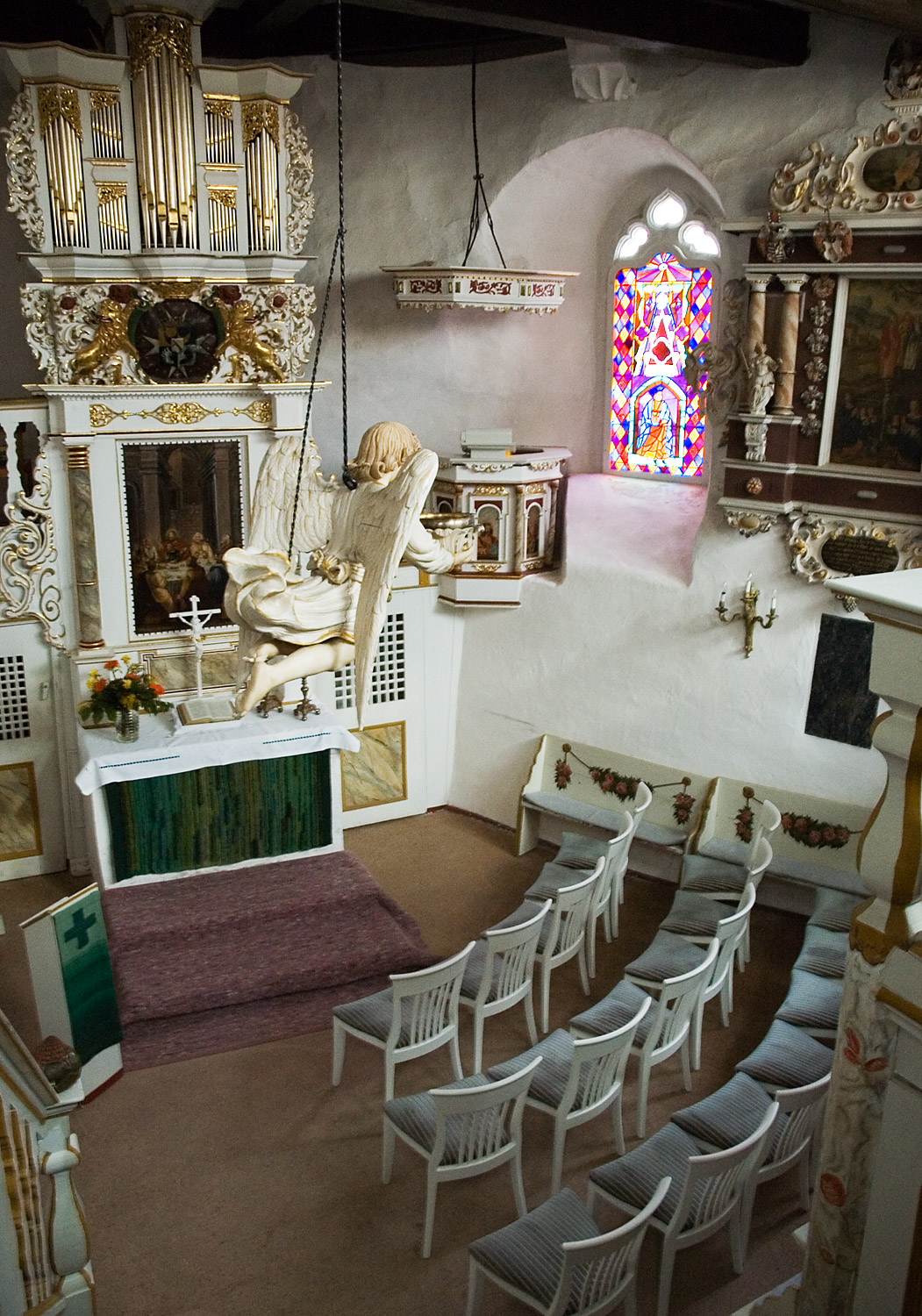
Innenansicht der Kapelle mit Taufengel
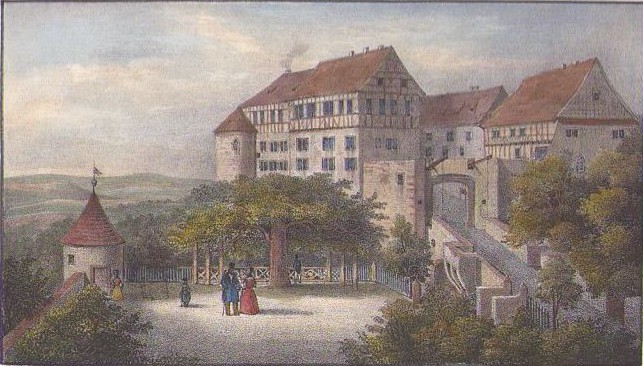
Burg Bodenstein koloriert (1840)

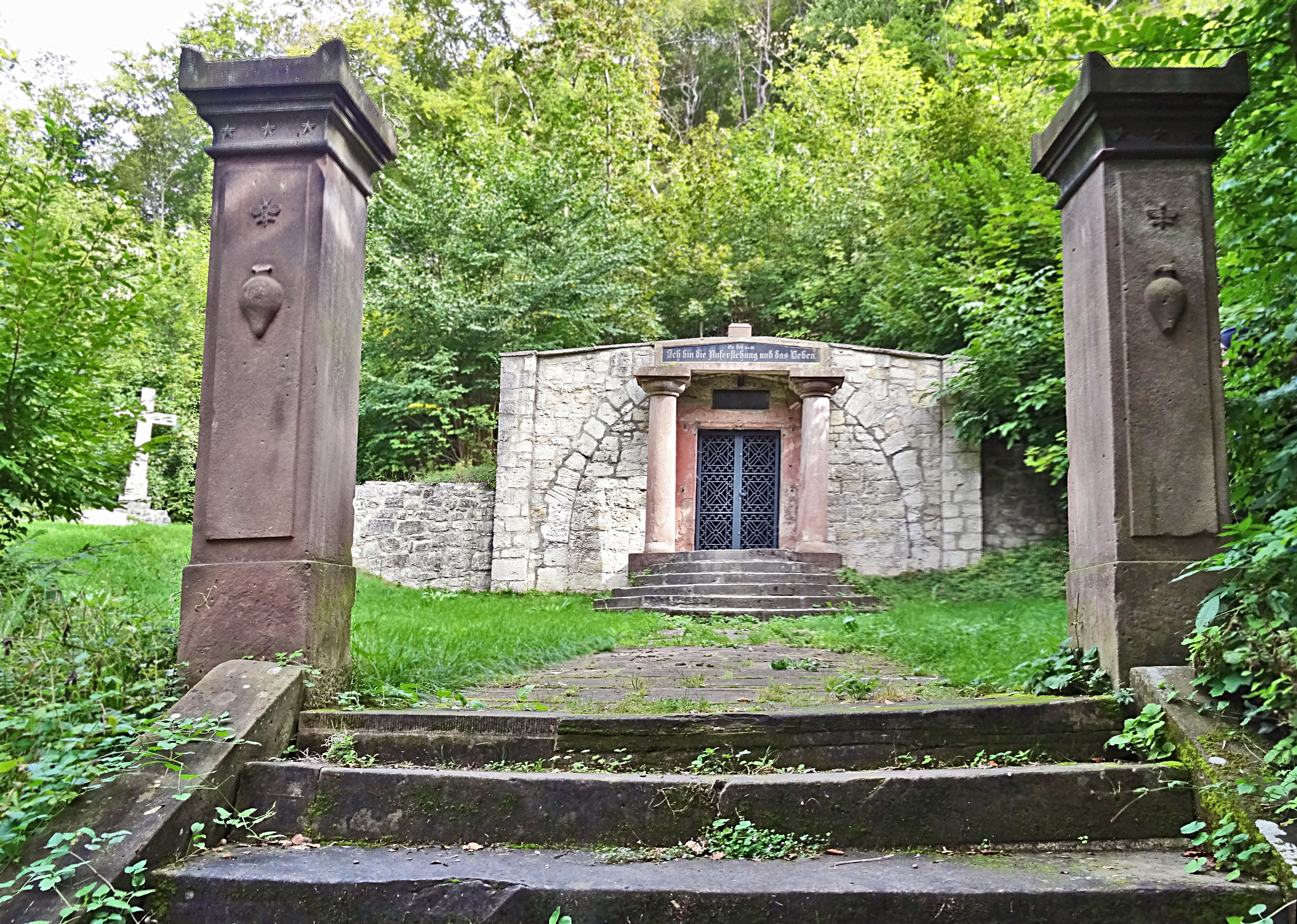
Familiengruft derer von Wintzingerode

## Gruft der Grafen von Wintzingerode
Im Wald unterhalb der Burg Bodenstein liegt die im Jahre 1823 von Graf Georg Ernst Levin von Wintzingerode erbaute Gruft der Familie nebst einem kleinen Friedhof. In den letzten Jahren wurde die gesamte Anlage, die durch Vandalismus und Sturmschäden in einem schlechten Zustand war, wiederhergestellt.